# Asolo
Asolo (en vènet Áxol) és un comune de la regió del Vèneto, al nord d'Itàlia. Se la coneix com «La perla de la província de Treviso», i també com «La ciutat dels cent horitzons» pels seus entorns muntanyosos. És membre de l'associació I Borghi più belli d'Italia ('Els pobles més bonics d'Itàlia`).

## Història
La ciutat era originàriament un assentament dels vènets, i Plini el Vell l'anomena Acelum. Els seus ciutadans estaven inscrits a la tribu romana Claudia. Claudi Ptolemeu diu que el seu nom era Ἄκεδον, i Pau Diaca fa esment d'Acilium, dient que al segle vi era una seu episcopal.
L'any 969 l'emperador Otó I va assignar el territori de la diòcesi d'Acelum/Asolo que depenia de la diòcesi de Treviso. El fet podria tenir relació amb la destrucció que van causar els assaltants hongaresos quan l'any 899 van derrotar Berenguer I d'Itàlia prop de la ciutat. Un dels bisbes en un sínode a Roma convocat pel papa Lleó IX el 1049 es deia Ugo d'Asolo.
Cap a l'any 1200 va ser conquerit per Ezzelino da Romano i va ser una de les seves possessions. Més tard, va ser la capital, i seu de la cort, del feu d'Asolo, que la República de Venècia (a la qual pertanyia) va concedir a Caterina Cornaro, l'antiga reina de Xipre. L'any 1489 se li va concedir de per vida, però el 1509 quan la Lliga de Cambrai va conquerir i saquejar Asolo, Caterina es va haver d'exiliar i va morir a Venècia un any després. Sota el seu regnat, el pintor Gentile Bellini, el poeta Andrea Navagero i el cardenal humanista Pietro Bembo van formar part de la cort.
L'any 1798, l'empresari italià Antonio Locatelli va construir el Teatre Asolo a l'antiga sala d'audiències del castell de Caterina Cornaro.